# Salinas Victoria
Salinas Victoria è un comune del Messico, situato nello stato di Nuevo León.